# Miani e Silvestri
La Miani e Silvestri era una impresa di costruzioni meccaniche di Milano.

## Storia
L'azienda venne fondata a Milano nel 1880 da Giovanni Miani, Prospero Venturi e Girolamo Silvestri, come Officine Miani, Venturi & C.. Miani era appena fuoriuscito dalle Officine Meccaniche Grondona, una delle più antiche aziende milanesi, attiva nella medesima produzione. Dopo la morte, nel 1891, di Venturi, assunse la denominazione di Miani, Silvestri & C.. Nel 1890, con proprietario Giovanni Silvestri, figlio di Girolamo, avvenne l'espansione degli impianti mediante la costruzione di un nuovo stabilimento tra Vigentino e Morivione. Nel 1899 l'azienda assorbì le Officine Meccaniche Grondona, diventando la Officine Meccaniche, una delle maggiori realtà economiche italiane, giungendo ad occupare circa 4 000 dipendenti. L'azienda si occupò anche di meccanica pesante tra cui anche della costruzione di tram, locomotive e carrozze ferroviarie.